# Marius Žaliūkas
Marius Žaliūkas, född 10 november 1983 i Kaunas, Litauen, död 31 oktober 2020 i Kaunas, var en litauisk professionell fotbollsspelare (försvarsspelare). Han började sin fotbollskarriär i Litauen men flyttade 2006 till Skottland och Heart of Midlothian där han spelat fram till att han som free agent kontrakterades av Leeds i 26 oktober 2013.
Han har representerat det litauiska landslaget, vilka han spelat 25 landskamper och gjort ett mål för.

Han avled av sviterna från ALS i oktober 2020.